# 56 Tauri
56 Tauri, eller V724 Tauri, är en roterande variabel av Alfa2 Canum Venaticorum-typ (ACV)  i Oxens stjärnbild.
56 Tau varierar mellan visuell magnitud +5,36 och 5,4 med en period av 1,56896 dygn.